# Gnadochaeta flava
Gnadochaeta flava là một loài ruồi trong họ Tachinidae.